# Závada, Topoľčany
Závada este o comună slovacă, aflată în districtul Topoľčany din regiunea Nitra. Localitatea se află la altitudinea de 247 m deasupra n.m., se întinde pe o suprafață de 8,95 km2 și în 2017 număra 600 de locuitori.

## Istoric
Localitatea Závada este atestată documentar din 1332.

## Demografie
| An:                | 1994 | 2004   | 2014 | 2024   |
| ------------------ | ---- | ------ | ---- | ------ |
| Număr de persoane: | 702  | 640    | 576  | 570    |
| Diferență:         |      | −8,83% | −10% | −1,04% |

| An:                | 2023 | 2024   |
| ------------------ | ---- | ------ |
| Număr de persoane: | 571  | 570    |
| Diferență:         |      | −0,17% |